# پرستاری حائل
پرستاری حائل یک اصطلاح تا حد زیادی قدیمی برای مجموعه‌ای از تکنیک‌های کنترل عفونت است که در پرستاری استفاده می‌شود. هدف پرستاری حائل یا معکوس محافظت از کادر درمان در برابر عفونت توسط بیماران و همچنین محافظت از بیماران مبتلا به بیماری‌های بسیار عفونی از انتشار عوامل بیماری‌زا به سایر افراد غیر آلوده‌است.